# João Aurispa
João Aurispa, em italiano Giovanni Aurispa, (Noto, 1376 — Ferrara, 1459) foi um humanista, historiador, sacerdote e sábio italiano do século XV. É lembrado particularmente como promotor do renascimento do estudo do idioma grego na Itália. O mundo deve a João Aurispa a preservação da maior parte do conhecimento atual das obras clássicas gregas.

## Vida e obra

### Nascimento e primeiros anos em Constantinopla
Nasceu no vilarejo siciliano de Noto, em 1376. Um subsídio de rei da Sicília Martim o Jovem lhe permitiu estudar em Bolonha entre 1404 e 1410. Pouco depois, em 1413-4, Aurispa partiu para a Grécia como professor particular dos filhos de um comerciante genovês, Racanelli, e se estableceu na ilha de Quios, onde aprendeu o grego e começou a colecionar livros, incluindo um exemplar de Sófocles e um de Eurípides. Também conseguiu obter um grande número de textos gregos, incluindo um Tucídides que mais tarde vendeu a Niccolò Niccoli em 1417.
Em 1418, voltou a visitar Constantinopla, onde residiu durante alguns anos aperfeiçoando seus conhecimentos de grego antigo e buscando manuscritos. Aurispa perseverou tanto neste último intento, que o acusaram diante do imperador bizantino Manuel II Paleólogo de comprar todos os livros sagrados da cidade.

### Volta à Itália. Veneza
No dia 15 de dezembro de 1423 João Aurispa chegou a Veneza, com a maior e mais esplêndida coleção de textos gregos a chegar à Europa Ocidental antes dos que foram trazidos pelo cardeal Basílio Bessarion (em resposta a uma carta de Ambrósio Traversari, Aurispa afirma ter trazido uns 238 manuscritos). Para avaliar a importância desta coleção basta dizer que nela foram trazidos ao Ocidente todos os textos conservados na atualidade de Platão, todos os de Plotino, todos os de Proclo, muitos de Jâmblico e de muitos poetas gregos, incluindo Píndaro; também vieram muitos manuscritos de história grega, incluindo os volumes de Procópio de Cesareia e de Xenofonte, que lhe haviam sido dados pelo próprio imperador Manuel II Paleólogo. Trouxe além disto os poemas de Calímaco, de Opiano e alguns versos órficos; e também os trabalhos históricos de Dião Cássio, de Diodoro Sículo e de Flávio Arriano. A maior parte destas obras era, até então, desconhecida no ocidente.
Entre otros textos incluia-se o manuscrito mais antigo do Ateneu, um códice do século X que contém sete obras de Sófocles e seis de Ésquilo --o único manuscrito no mundo destes autores--, e mais, as Argonáuticas de Apolônio de Rodes; a Ilíada, textos de Demóstenes e muitos mais. Um Heródoto estava também na coleção junto com a Geografia de Estrabão. Todos estes textos são enumerados na carta de Aurispa a Traversari.
O único texto de Patrologia trazido ao Ocidente por Aurispa foi um volume que continha duzentas cartas de Gregório de Nazianzo. Numa carta a Traversari, Aurispa explica:
Em sua chegada a Veneza, Aurispa afirmou ter sido obrigado a empenhar seus tesouros gregos por 50 florins de ouro para pagar os custos da travessia. Traversari escreveu ao banqueiro Lourenço de Médici, chamado o Velho (irmão mais novo de Cosme de Médici), que lhe fez um empréstimo para permitir a Aurispa recuperar os manuscritos. Ambrósio Traversari também arranjou o intercâmbio das transcrições latinas de Niccolò Niccoli sobre os textos recentemente descobertos de Cícero pelas transcrições gregas de Aurispa sobre a Retórica e a Ética a Eudemo, de Aristóteles.

### Na universidade
Em 1424 Aurispa voltou a Bolonha, onde chegou a ser professor de grego na universidade local. Com o incentivo de Ambrósio Traversari, de 1425 a 1427 Aurispa manteve a prestigiosa cátedra de estudos gregos em Florencia sob o mecenato dos Médici. Isto garantiu que sua coleção de textos gregos fosse copiada extensamente entre os humanistas italianos do Quattrocento.
Por volta de 1430 Aurispa conseguiu a recuperação de um pacote de manuscritos vindos da Sicília. Entre estes manuscritos incluia-se um volume de  Vidas dos Santos, um Gregório de Nazianzo, uma das Orações de João Crisóstomo, um Saltério, um volume dos Evangelhos e as comédias de Aristófanes. Ao que parece, os demais manuscritos do lote, não teriam sido devolvidos.

### Carreira eclesiástica
Fugindo das lutas internas em Florença Aurispa, em 1433, instalou-se em Ferrara, sob o mecenato da Casa de Este. Aí ensinou obras clássicas, tomou ordens sacras e galgou cargos na Igreja. Afonso V de Aragão, rei da Sicília e pretendente ao Reino de Nápoles nesta época, pediu-lhe, por intermédio de seu amigo Antônio Panormita que se transladasse para sua corte. Aurispa, entretanto, declinou a oferta. Foi nesta época que Aurispa descobriu num mosteiro próximo a Mainz o único manuscrito medieval sobrevivente dos Panegyrici Latini.
Em 1438, quando o Concílio de Basileia foi transferido para Ferrara, Aurispa atraiu a atenção do papa Eugênio IV, que o fez secretário apostólico, e assim voltou a Roma em sua companhia. Aurispa manteve um cargo similar com o papa Nicolau V, que lhe ofereceu duas abadias muito lucrativas. De tal forma colaborou com este papa, homem do Renascimento, e imbuído do espírito humanista, que fundou a Biblioteca Vaticana em 1448 e fomentou a tradução de clássicos como Deodoro, Tucídides, Homero e Estrabão.

### Final
Aurispa regressou a Ferrara em 1450, e lá morreu em 1459, com quase 85 anos.
Considerando sua longa vida e reputação, Aurispa produziu poucas obras próprias: traduções para o latim do comentário de Hiérocles de Alexandria sobre os Chrysa Epe (Versos Áureos) de Pitágoras (1474) e do Philisci Consolatoria ad Ciceronem de Dião Cássio (inédito até 1510) e, segundo Gesner, uma tradução dos trabalhos de Arquimedes.
A reputação de Aurispa repousa sobre a extensa coleção de manuscritos copiados e distribuídos por ele, e seus esforços persistentes para reestabelecer e promover o estudo da literatura antiga.